# Граббс (Арканзас)
Граббс (англ. Grubbs, Arkansas) — город, расположенный в округе Джексон (штат Арканзас, США) с населением в 438 человек по статистическим данным переписи 2000 года.

## География
По данным Бюро переписи населения США город Граббс имеет общую площадь в 1,29 квадратных километров, водных ресурсов в черте населённого пункта не имеется.
Граббс расположен на высоте 70 метров над уровнем моря.

## Демография
По данным переписи населения 2000 года в Граббсе проживало 438 человек, 135 семей, насчитывалось 186 домашних хозяйств и 213 жилых домов. Средняя плотность населения составляла около 312,9 человек на один квадратный километр. Расовый состав Граббса по данным переписи распределился следующим образом: 94,52 % белых, 5,48 % — представителей смешанных рас.
Испаноговорящие составили 0,68 % от всех жителей города.
Из 186 домашних хозяйств в 24,2 % — воспитывали детей в возрасте до 18 лет, 62,9 % представляли собой совместно проживающие супружеские пары, в 7,5 % семей женщины проживали без мужей, 27,4 % не имели семей. 25,8 % от общего числа семей на момент переписи жили самостоятельно, при этом 15,1 % составили одинокие пожилые люди в возрасте 65 лет и старше. Средний размер домашнего хозяйства составил 2,35 человек, а средний размер семьи — 2,80 человек.
Население города по возрастному диапазону по данным переписи 2000 года распределилось следующим образом: 18,3 % — жители младше 18 лет, 9,4 % — между 18 и 24 годами, 26,0 % — от 25 до 44 лет, 26,5 % — от 45 до 64 лет и 19,9 % — в возрасте 65 лет и старше. Средний возраст жителей составил 41 год. На каждые 100 женщин в Граббсе приходилось 102,8 мужчин, при этом на каждые сто женщин 18 лет и старше приходилось 103,4 мужчин также старше 18 лет.
Средний доход на одно домашнее хозяйство в городе составил 23 929 долларов США, а средний доход на одну семью — 33 036 долларов. При этом мужчины имели средний доход в 26 125 долларов США в год против 17 500 долларов среднегодового дохода у женщин. Доход на душу населения в городе составил 11 809 долларов в год. 11,9 % от всего числа семей в округе и 15,6 % от всей численности населения находилось на момент переписи населения за чертой бедности, при этом 10,6 % из них были моложе 18 лет и 30,7 % — в возрасте 65 лет и старше.